# Przymierze dla Polski (coalitie)
Het Verbond voor Polen (PdP) (Pools: Przymierze dla Polski) was een alliantie van Poolse rechtse partijen in de jaren 1994-1995.
Gedurende de jaren negentig was er onder met name rechtse partijen sprake van een enorme versplintering. Bij de parlementsverkiezingen van 1991 waren er niet minder dan 29 partijen in de Sejm gekozen, waardoor het land nagenoeg onbestuurbaar was geworden. Om die reden was bij de vervroegde parlementsverkiezingen van 1993 een kiesdrempel ingevoerd van 5% voor partijen en 8% voor coalities van partijen. Als gevolg daarvan werd het aantal partijen in de Sejm gereduceerd tot zeven en verdwenen alle rechtse partijen uit het parlement. Tijdens de daaropvolgende periode van buitenparlementaire oppositie werden er talrijke pogingen ondernomen om de vele tientallen conservatieve, christendemocratische, nationalistische en agrarische partijen tot een eenheid te smeden. 
Het PdP kwam tot stand op 9 mei 1994 en was bedoeld als federatie van gelijkwaardige, onafhankelijke partijen. Er werd een landelijke raad opgericht met vier vertegenwoordigers van elke partij en een elke twee maanden roterend voorzitterschap. Er waren vijf deelnemende partijen:
- Centrumalliantie (PC)
- Christelijk-Nationale Unie (ZChN)
- Poolse Volkspartij - Volksalliantie (PSL-PL)
- Beweging voor de Republiek (RdR)
- Conservatieve Coalitie (KK)

Op 19 juni 1994 nam het PdP deel aan de gemeenteraadsverkiezingen en behaalde zetels in een aantal gemeenteraden. In januari 1995 besloten de deelnemende partijen samen met een soortgelijke coalitie, de Alliantie van 11 November, een gezamenlijke strategie uit te werken voor de presidentsverkiezingen later dat jaar. Hoewel er inhoudelijk nauwelijks verschillen bestonden, konden beide coalities het zowel onderling als intern niet eens worden over een gemeenschappelijke kandidaat. Als gevolg daarvan kwam er al in het voorjaar van 1995 een einde aan de activiteit van het PdP. De ZChN, de PSL-PL en een afsplitsing van de RdR steunden uiteindelijk de kandidatuur van Lech Wałęsa, de PC en de RdR die van Jan Olszewski en de KK die van Hanna Gronkiewicz-Waltz.
Een jaar later zou het met de oprichting van Verkiezingsactie Solidariteit alsnog lukken een groot aantal rechtse en centrumrechtse partijen op één lijn te krijgen.